# Batrachorhina albostrigosa
Batrachorhina albostrigosa là một loài bọ cánh cứng trong họ Cerambycidae.